# Oxygonum
Oxygonum är ett släkte av slideväxter. Oxygonum ingår i familjen slideväxter.

## Dottertaxa tillOxygonum, i alfabetisk ordning[1]
- Oxygonum acetosella
- Oxygonum alatum
- Oxygonum altissimum
- Oxygonum annuum
- Oxygonum atriplicifolium
- Oxygonum auriculatum
- Oxygonum buchananii
- Oxygonum carnosum
- Oxygonum delagoense
- Oxygonum dregeanum
- Oxygonum ellipticum
- Oxygonum fruticosum
- Oxygonum gramineum
- Oxygonum hastatum
- Oxygonum hirtum
- Oxygonum leptopus
- Oxygonum limbatum
- Oxygonum lineare
- Oxygonum litorale
- Oxygonum lobatum
- Oxygonum magdalenae
- Oxygonum ovalifolium
- Oxygonum pachybasis
- Oxygonum quarrei
- Oxygonum robustum
- Oxygonum sagittatum
- Oxygonum salicifolium
- Oxygonum schliebenii
- Oxygonum sinuatum
- Oxygonum stuhlmannii
- Oxygonum subfastigiatum
- Oxygonum tenerum
- Oxygonum thulinianum
- Oxygonum tristachyum
- Oxygonum vanderystii